# Palazzo Conti-Gentili
Il Palazzo Conti-Gentili è un edificio storico che si trova  ad Alatri, nel Lazio.

## Descrizione
Il Palazzo Conti-Gentili, edificio gentilizio che risale al XIII secolo, compone uno dei lati della piazza Santa Maria Maggiore ed è saldato su di un fianco alla chiesa degli Scolopi, con la quale condivide gran parte della sua storia recente: per oltre due secoli è infatti stato sede del Collegio delle Scuole Pie, retto dal 1729 al 1971 dalla comunità religiosa dei Padri Scolopi. Non si conoscono i primi proprietari del palazzo, sono noti però quelli successivi, i Tuzi e i Conti.
Della struttura duecentesca rimane il grande portale archiacuto d'ingresso e l'ambiente del cineauditorio, che in origine era il portico sulla piazza poi murato. La veste moderna del prospetto si deve infatti ad un'opera di ammodernamento dei piani inferiori voluta dall'allora proprietario Giovanni di Francesco Tuzi, detto Turco, nel 1532, cui fece seguito la ristrutturazione degli ordini superiori intrapresa dall'erede Carlo di Francesco Conti, che tra il 1580 ed il 1583 trasformò lo stabile in un'elegante dimora rinascimentale.
Passato al comune di Alatri nel 1721 per volontà testamentaria del nobile Giuseppe Conti e della consorte Innocenza Gentili (esponente dell'aristocrazia genovese), subì ulteriori trasformazioni che adeguarono l'intero complesso al nuovo ruolo di palazzo degli studi; contestualmente venne edificata la chiesa degli Scolopi.

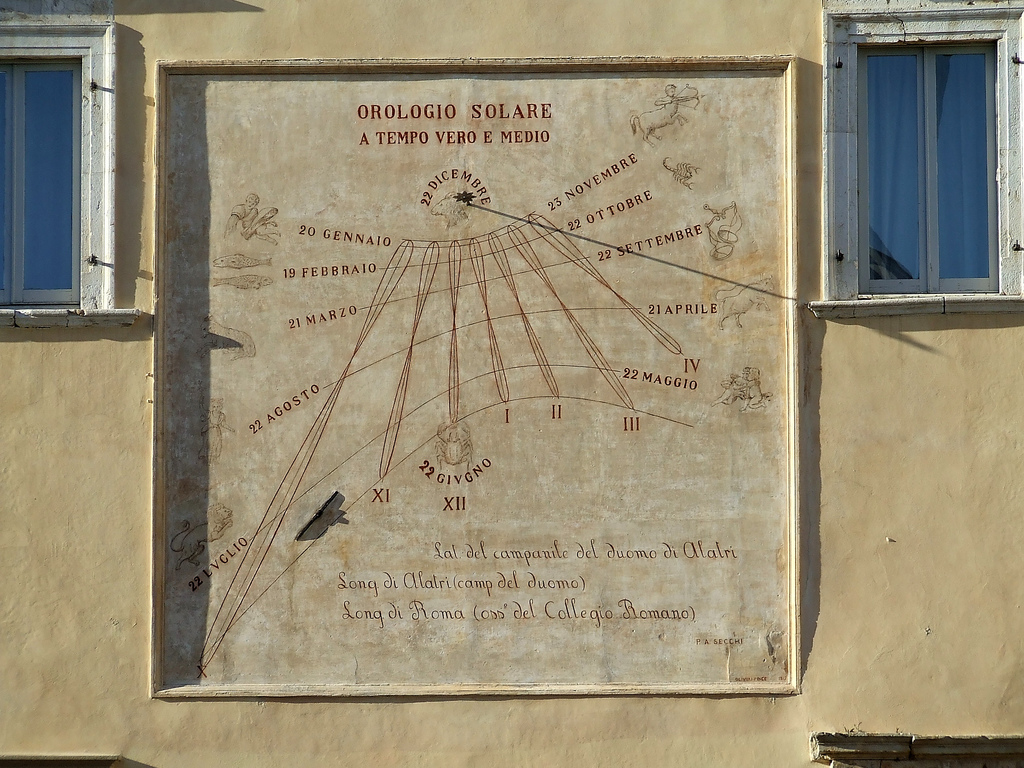
La meridiana murale, opera di padre Angelo Secchi

La storica biblioteca del palazzo conserva testi di storia locale ed antiche pergamene, tra cui una copia membranacea degli Statuti alatrini del 1582. Presso le antiche sale del liceo-ginnasio si trova inoltre un piccolo museo che vanta tra l'altro una pregiata sfera armillare priva di un sistema planetario interno firmata da Giacomo Lusverg a Roma nel 1669.
La grande meridiana presente sulla facciata del palazzo è opera di Angelo Secchi e dell'architetto Giuseppe Olivieri ed è stata realizzata nel 1867.
L'orologio permette di determinare, nei limiti compresi tra le ore dieci e le ore sedici, sia il "tempo vero", evidenziato dai segmenti rettilinei, sia il "tempo medio", individuato dalle figure a forma di otto.
Nel palazzo ha sede il liceo Luigi Pietrobono, che comprende il liceo classico, erede del collegio, il liceo linguistico e il liceo delle scienze umane, mentre al piano terreno si trova la biblioteca comunale Luigi Ceci, l'anagrafe e il cineauditorio. Nel 2005 vi è stata collocata per breve tempo una sede distaccata della facoltà di giurisprudenza della Sapienza (Università di Roma), il seminario giuridico Riccardo Orestano.
Tra gli studenti del collegio Conti-Gentili si deve ricordare Cesare Zavattini, a cui è dedicata la biblioteca presente all'interno dell'edificio.
Da fine 2017 al quarto piano del palazzo sono stati trasferiti l'ufficio del sindaco e la sala consiliare, essendo il vicino municipio sottoposto a lavori di miglioramento sismico.